# Herb powiatu rzeszowskiego
Herb powiatu rzeszowskiego – jeden z symboli powiatu rzeszowskiego, ustanowiony 26 lutego 2000.

## Wygląd i symbolika
Herb przedstawia na tarczy w polu błękitnym złotego ukoronowanego lwa, trzymającego w łapach tarczę czerwoną z krzyżem kawalerskim srebrnym. Lew był herbem województwa ruskiego, natomiast czerwona tarcza jest odniesieniem do stolicy powiatu – Rzeszowa i jego herbu.